# ريبيكا زانتي
ريبيكا زانتي (بالإنجليزية: Rebecca Zanetti)‏ (1970، أيداهو في الولايات المتحدة)؛ كاتِبة وروائية أمريكية.